# Gustav von Alvensleben
Gustav von Alvensleben (30 tháng 9 năm 1803 – 30 tháng 6 năm 1881) là một Thượng tướng Bộ binh (General der Infanterie) trong quân đội Phổ. Cùng với người em trai của mình là tướng Constantin von Alvensleben (1809 – 1892), ông đã tham gia chỉ huy các lực lượng của Phổ trong cuộc Chiến tranh Pháp-Đức (1870 – 1871).

## Tiểu sử
Gustav von Alvensleben đã sinh ra tại Eichenbarleben, và ông gia nhập quân đội Phổ vào năm 1821.
Alvensleben đã phục vụ trong Trung đoàn Phóng lựu Cận vệ số 1 Hoàng đế Alexander. Vào năm 1849, ông trở thành Tham mưu trưởng của Quân đoàn Phổ trong cuộc bạo động tại Baden vào năm 1850 ông trở thành Tham mưu trưởng của Quân đoàn VII. Alvensleben đã trở thành thống đốc quân sự của tỉnh Rhein và Westfalen của Phổ vào năm 1854 và trợ lý riêng của Vua Vua Wilhelm I của Phổ năm 1861. Trên cương vị này, ông đã ký kết Thỏa ước Alvensleben với Đế quốc Nga để phối hợp các đường lối, chính sách của Phổ và Nga trong cuộc Nổi dậy Tháng Giêng tại Ba Lan. Hai năm sau, ông được phong hàm Trung tướng. Ông đã phục vụ tại đại bản doanh của Hoàng gia trong cuộc Chiến tranh Áo-Phổ năm 1866 và tiến hành các cuộc đàm phán hoà bình với vua Georg V của Hanover. Vào ngày 30 tháng 10 năm 1866, ông trở thành tư lệnh của Quân đoàn IV, và đến năm 1868, Alvensleben được thăng cấp Thượng tướng Bộ binh.
Sau khi cuộc Chiến tranh Pháp-Đức bùng nổ năm 1870, Quân đoàn IV (Magdeburg) ban đầu phục vụ trong Tập đoàn quân số 2 dưới quyền Tổng tư lệnh - Hoàng thân Friedrich Karl, nhưng sau khi cuộc vây hãm Metz bắt đầu, Quân đoàn IV dưới quyền Alvensleben được thuyên chuyển sang Tập đoàn quân Maas (nói cách khác là Tập đoàn quân số 4) do Thái tử Albert của Sachsen chỉ đạo. Quân đoàn IV đã tham gia chiến đấu trong trận Beaumont (30 tháng 8), một thất bại nặng nề của quân đội Pháp, mà cụ thể là Quân đoàn V, đồng thời cũng chính là cuộc giao tranh lớn đầu tiên của Alvensleben. Các lực lượng Đức thắng trận chịu thiệt hại đến 3.500 người, mà phần lớn trong số đó là binh sĩ thuộc Quân đoàn IV, song khoảng 7.000 quân Pháp đã bị loại khỏi vòng chiến. Sự chỉ đạo tài tình Quân đoàn IV của Alvensleben trong trận chiến này đã cho thấy rằng tài dụng binh mà người em trai của ông đã biểu hiện trong trận Mars-la-Tour trước đó là một đặc điểm của dòng họ Alvensleben. Ngoài ra, quân đoàn của ông cũng tham gia trong trận Sedan.
Về sau, ông tham gia chỉ huy các lực lượng vây hãm ở đằng trước Paris, mặc dù không một cuộc phá vây nào trong hàng loạt cuộc phá vây thất bại của quân đội Pháp nhằm vào vị trí của quân ông. Mặc dù Quân đoàn IV không tham chiến nhiều trong cuộc chiến tranh, những cống hiến của ông đối với quân đội Phổ - Đức đã khiến ông được tặng thưởng Huân chương Quân công (Pour le Mérite), cùng với Huân chương Thập tự Sắt hai hạng và được nhận một khoản tiền lương. Ông về hưu vào ngày 10 tháng 10 năm 1872, sinh sống tại Gernrode cho đến khi qua đời ở đây vào ngày 30 tháng 6 năm 1881.